# Lex Calpurnia
Lex Calpurnia, conhecida também como Lex Calpurnia de Repetundis ou Lex de Rebus Repetundis, foi uma lei patrocinada em 149 a.C. pelo tribuno da plebe Lúcio Calpúrnio Pisão Frúgio. Segundo ela, uma corte permanente com um pretor peregrino foi criada para vigiar os governadores provinciais. Os jurados eram todos de status senatorial.
Seu objetivo era reduzir o crescente problema das extorsões nas províncias, como revelado pelo caso dos abusos de Sérvio Sulpício Galba, governador da Lusitânia. Os governadores tentavam compensar durante seu mandato seus serviços anteriores em Roma, que eram voluntários (não pagos), e, com este fim, cobravam altos impostos dos locais. As penalidades eram provavelmente apenas pecuniárias e não incluíam o exsilium.
Segundo Cícero, esta foi a primeira lei a tratar do assunto e leis posteriores tornaram as penas mais pesadas ou alterando a composição do júri. Outras leis sobre o mesmo tema foram a Lex Junia (provavelmente 126 a.C.), a Lex Acilia repetundarum (123 a.C.), a Lex Servilia Glaucia (100 a.C.), a Lex Cornelia de maiestate (81 a.C.) e a Lex Iulia de Repetundis (59 a.C.).
Esta lei também é famosa por ter criado a primeira corte permanente de Roma.